# Fire de Louisville
Stade
Maillots
Le Fire de Louisville (en anglais : Louisville Fire) est une franchise américaine de football américain en salle basée à Louisville, dans l'État du Kentucky. L'équipe, créée en 2001, est membre de l'arenafootball2 et joue dans le Freedom Hall.

## Saison par saison
| Saison | Vic. | Déf. | Nuls | Class.            | En playoffs              |
| 2001   | 6    | 10   | 0    | 6e NC Midwest     | --                       |
| 2002   | 2    | 14   | 0    | 4e NC Midwest     | --                       |
| 2003   | 5    | 11   | 0    | 3e NC Midwest     | --                       |
| 2004   | 9    | 7    | 0    | 2e NC Midwest     | Défaite en NC Semifinal  |
| 2005   | 11   | 5    | 0    | 2e AC East        | Défaite ArenaCup VI      |
| 2006   | 9    | 7    | 0    | 4e AC East        | Défaite au 1er tour      |
| 2007   | 9    | 7    | 0    | 3e AC Midwest     | Défaite en AC Semifinals |
| 2008   | --   | --   | --   | --                | --                       |
| Total  | 55   | 65   | 0    | (inclus playoffs) | (inclus playoffs)        |